# 서진 (오호 십육국)
서진(西秦, 385년 ~ 400년, 409년 ~ 431년)은 오호십육국시대 선비족(鮮卑族) 걸복부(乞伏部)의 걸복국인(乞伏國仁)이 세운 국가이다. 본래 국호는 진(秦)이지만 같은 국명을 가진 국가가 많았기 때문에 구분하기 위하여 서진이라 부른다.

## 역사
걸복국인은 전진(前秦) 부견(苻堅)의 부하로 남선우(南單于)의 직위를 가지고 있었다. 383년 비수대전(淝水大戰)이 벌어지기 직전 농서(隴西)에서 걸복국인의 숙부 걸복보퇴(乞伏步頹)가 모반하였다. 이에 부견은 걸복국인을 토벌대로 파견하였는데 걸복보퇴는 오히려 걸복국인을 환영하며 맞이하였다. 비수대전의 패배로 전진의 국력이 쇠퇴하자 걸북국인은 농서 인근의 여러 부족들을 통합하며 세력을 확대하였다. 385년, 부견이 요장(姚萇)에게 살해되자 걸복국인은 대선우(大單于)를 자칭하고 용사성(勇士城)에 수도를 정하여 독립 정권을 세웠다.
388년에 걸복국인의 뒤를 이어 즉위한 걸복건귀(乞伏乾歸)는 수도를 금성(金城)으로 옮겼으며 389년에는 전진의 부등(苻登)에게 금성왕(金城王)으로 책봉되었다. 394년, 부등이 후진(後秦)에게 패배하여 서진에 원군을 요청하여 이에 응해 출병하기도 하였으며 부등이 전사한 후 그 뒤를 이어 황중(湟中)에서 부숭(苻崇)이 즉위하자 10월에 이를 압박하여 부숭을 몰아냈다. 부숭은 후구지(後仇池)의 양정(楊定)에게 망명하여 연합군을 형성 서진을 공격하였으나 걸복건귀는 이를 격파하여 전진을 멸망시키고 농서 일대를 장악하였다. 이후 서성(西城)으로 천도하였다가 다시 원천(苑川)으로 천도하였다. 그러나 400년에 후진에게 패배하여 서진은 일단 멸망하였다.
걸복건귀는 남량(南凉)으로 망명하였다가 다시 후진에 망명하여 후진의 장수가 되었다. 401년에는 걸복부의 수장으로 서진 시절의 수도였던 원천에 부임하여 농서 일대를 다시 공략하였다. 409년에 이르러 후진이 쇠퇴하면서 걸복건귀는 도견산(度堅山)에서 다시 서진을 건국하였다. 걸복건귀는 410년에 다시 원천으로 수도를 옮기는 등 국내 정비에 힘을 기울였으나 412년에 걸복국인의 아들 걸복공부(乞伏公府)에게 살해되었다.
걸복건귀의 아들 걸복치반(乞伏熾磐)은 걸복공부를 죽이고 뒤를 이어 하남왕(河南王)을 자칭했다. 414년에는 남량을 멸망시키고 진왕(秦王)을 자칭하였으며 북량(北凉)과 대립하였다. 428년에 걸복치반이 병사하자 아들 걸복모말(乞伏暮末)이 뒤를 이었다. 걸복모말의 폭정으로 민심이 이반하였으며 430년, 북량의 위협때문에 북위(北魏)로 귀순하려 하였으나 하(夏)의 방해로 실패하였다. 431년, 하의 혁련정(赫連定)에게 멸망당했다.

## 역대 군주
| 대수  | 묘호             | 시호            | 휘                 | 연호                                              | 재위기간                                                           | 능호           |
| ----- | ---------------- | --------------- | ------------------ | ------------------------------------------------- | ------------------------------------------------------------------ | -------------- |
| 제1대 | 진 열조 (秦烈祖) | 선열왕 (宣烈王) | 걸복국인(乞伏國仁) | 건의(建義) 385년 ~ 388년                          | 385년 ~ 388년                                                      | -              |
| 제2대 | 진 고조 (秦高祖) | 무원왕 (武元王) | 걸복건귀(乞伏乾歸) | 태초(太初) 388년 ~ 400년 경시(更始) 409년 ~ 412년 | 388년 ~ 400년 409년 ~ 412년 400년 ~ 409년 동안 후진(後秦)에 복속됨 | 원평릉(元平陵) |
| 제3대 | 진 태조 (秦太祖) | 문소왕 (文昭王) | 걸복치반(乞伏熾磐) | 영강(永康) 412년 ~ 419년 건홍(建弘) 420년 ~ 428년 | 412년 ~ 428년                                                      | 무평릉(武平陵) |
| 제4대 | -                | 여무왕 (厲武王) | 걸복모말(乞伏暮末) | 영홍(永弘) 428년 ~ 431년                          | 428년 ~ 431년                                                      | -              |

## 같이 보기
- 걸복선비
- 선비족
- 오호